# Lista de locais de sepultamento de juízes da Suprema Corte dos Estados Unidos
Os locais de sepultamento dos juízes da Suprema Corte dos Estados Unidos estão localizados em 26 estados e no Distrito de Colúmbia. O estado com mais locais de sepultamento de juízes da Suprema Corte dos Estados Unidos é a Virgínia, com 20 – 14 deles no Cemitério Nacional de Arlington. Desde que foi estabelecida em 1789, 114 pessoas serviram como juízes (juiz associado ou Chefe de Justiça) na Suprema Corte; desses, 104 morreram. A primeira morte de um juiz foi a de James Wilson em 21 de agosto de 1798, e a mais recente foi a de Sandra Day O'Connor em 1º de dezembro de 2023. William Howard Taft, que foi Chefe de Justiça de 1921 a 1930 depois de servir como presidente dos Estados Unidos de 1909 a 1913, foi o primeiro juiz para quem um funeral de Estado foi realizado; a juíza Ginsburg, que atuou como juíza associada de 1993 a 2020, foi a segunda a receber essa homenagem.
A tabela classificável abaixo lista o local de sepultamento de cada juiz falecido, juntamente com a data da morte e a ordem de sua filiação à Corte. Cinco pessoas serviram primeiro como juízes associados e, mais tarde, como Chefes de Justiça, separadamente: Charles Evans Hughes, William Rehnquist, John Rutledge, Harlan F. Stone, e Edward Douglass White. Embora tenham servido em duas posições, esses indivíduos são listados apenas uma vez na tabela, e sua ordem de entrada (OE) representa a ordem geral em que cada um começou seu serviço inicial na Corte como um juiz associado.

## Locais de sepultamento dos juízes da Suprema Corte
| OE  | Juiz                             | Data da morte           | Local de sepultamento                               | Cidade                             | Estado               | Imagem do local |
| --- | -------------------------------- | ----------------------- | --------------------------------------------------- | ---------------------------------- | -------------------- | --- |
| 1   | CJ John Jay                      | 17 de maio de 1829      | Cemitério da Jay Estate                             | Rye                                | Nova Iorque          | |
| 2   | CJ John Rutledge                 | 23 de julho de 1800     | St. Michael's Churchyard                            | Charleston                         | Carolina do Sul      | Túmulo do Juiz John Rutledge no St. Michael's Churchyard em Charleston, Carolina do Sul                                               |
| 3   | William Cushing                  | 13 de setembro de 1810  | Cushing Cemetery                                    | Scituate                           | Massachusetts        | Túmulo do Juiz William Cushing no Cushing Memorial State Park em Scituate, Massachusetts                                              |
| 4   | James Wilson                     | 21 de agosto de 1798    | Jardim norte da Igreja de Cristo                    | Filadélfia                         | Pensilvânia          | |
| 5   | John Blair                       | 31 de agosto de 1800    | Cemitério da Igreja Episcopal da Paróquia de Bruton | Williamsburg                       | Virgínia             | Túmulo do Juiz John Blair no Cemitério da Igreja Episcopal da Paróquia de Bruton em Williamsburg, Virgínia                            |
| 6   | James Iredell                    | 20 de outubro de 1799   | Cemitério da Hayes Plantation                       | Edenton                            | Carolina do Norte    | |
| 7   | Thomas Johnson                   | 26 de outubro de 1819   | Cemitério Mount Olivet                              | Frederick                          | Maryland             | Túmulo do Juiz Thomas Johnson no Cemitério Mount Olivet em Frederick, Maryland                                                        |
| 8   | William Paterson                 | 9 de setembro de 1806   | Cemitério Rural de Albany                           | Menands                            | Nova Iorque          | Túmulo do Juiz William Paterson no Cemitério Rural de Albany em Menands, New York                                                     |
| 9   | Samuel Chase                     | 19 de maio de 1811      | Old Saint Paul's Cemetery                           | Baltimore                          | Maryland             | |
| 10  | CJ Oliver Ellsworth              | 26 de novembro de 1807  | Palisado Cemetery                                   | Windsor                            | Connecticut          | Túmulo do Juiz Oliver Ellsworth no Palisado Cemetery em Windsor, Connecticut                                                          |
| 11  | Bushrod Washington               | 26 de novembro de 1829  | Mount Vernon Burial Ground                          | Mount Vernon                       | Virgínia             | Túmulo do Juiz Bushrod Washington no Mount Vernon Burial Ground em Mount Vernon, Virgínia                                             |
| 12  | Alfred Moore                     | 15 de outubro de 1810   | Cemitério da Igreja de São Filipe                   | Smithville Township                | Carolina do Norte    | |
| 13  | CJ John Marshall                 | 6 de julho de 1835      | Cemitério de Shockoe Hill                           | Richmond                           | Virgínia             | Túmulo do Juiz John Marshall no Cemitério de Shockoe Hill em Richmond, Virgínia                                                       |
| 14  | William Johnson                  | 24 de agosto de 1834    | Desconhecido com certeza                            | Charleston                         | Carolina do Sul      | |
| 15  | Henry Brockholst Livingston      | 18 de março de 1823     | Cemitério Green-Wood                                | Brooklyn                           | Nova Iorque          | Túmulo do Juiz Henry Livingston no Cemitério Green-Wood em Nova Iorque, Nova Iorque                                                   |
| 16  | Thomas Todd                      | 7 de fevereiro de 1826  | Cemitério de Frankfort                              | Frankfort                          | Kentucky             | |
| 17  | Gabriel Duvall                   | 6 de março de 1844      | Marietta Burial Grounds                             | Glenn Dale                         | Maryland             | Túmulo do Juiz Gabriel Duvall em Glenn Dale, Maryland                                                                                 |
| 18  | Joseph Story                     | 10 de setembro de 1845  | Cemitério de Mount Auburn                           | Cambridge                          | Massachusetts        | Túmulo do Juiz Joseph Story no Cemitério de Mount Auburn em Cambridge, Massachusetts                                                  |
| 19  | Smith Thompson                   | 18 de dezembro de 1843  | Cemitério Rural de Poughkeepsie                     | Poughkeepsie                       | Nova Iorque          | Túmulo do Juiz Smith Thompson no Cemitério Rural de Poughkeepsie, em Poughkeepsie, Nova Iorque                                        |
| 20  | Robert Trimble                   | 25 de agosto de 1828    | Cemitério de Paris                                  | Paris                              | Kentucky             | Túmulo do Juiz Robert Trimble no Cemitério de Paris, em Paris, Kentucky                                                               |
| 21  | John McLean                      | 4 de abril de 1861      | Spring Grove Cemetery                               | Cincinnati                         | Ohio                 | Túmulo do Juiz John McLean no Spring Grove Cemetery em Cincinnati, Ohio                                                               |
| 22  | Henry Baldwin                    | 21 de abril de 1844     | Greendale Cemetery                                  | Meadville                          | Pensilvânia          | |
| 23  | James Moore Wayne                | 5 de julho de 1867      | Laurel Grove Cemetery                               | Savannah                           | Geórgia              | |
| 24  | CJ Roger B. Taney                | 12 de outubro de 1864   | Cemitério São João Evangelista                      | Frederick                          | Maryland             | Túmulo do Juiz Roger Taney no Cemitério São João Evangelista em Frederick, Maryland                                                   |
| 25  | Philip P. Barbour                | 25 de fevereiro de 1841 | Congressional Cemetery                              | Washington                         | Distrito de Colúmbia | Túmulo do Juiz Philip P. Barbour no Congressional Cemetery em Washington, D.C.                                                        |
| 26  | John Catron                      | 30 de maio de 1865      | Cemitério Mount Olivet                              | Nashville                          | Tennessee            | |
| 27  | John McKinley                    | 19 de julho de 1852     | Cave Hill Cemetery                                  | Louisville                         | Kentucky             | |
| 28  | Peter Vivian Daniel              | 31 de maio de 1860      | Cemitério Hollywood                                 | Richmond                           | Virgínia             | |
| 29  | Samuel Nelson                    | 13 de dezembro de 1873  | Lakewood Cemetery                                   | Cooperstown                        | Nova Iorque          | |
| 30  | Levi Woodbury                    | 4 de setembro de 1851   | Harmony Grove Cemetery                              | Portsmouth                         | Nova Hampshire       | Túmulo do Juiz Levi Woodbury em Portsmouth, Nova Hampshire                                                                            |
| 31  | Robert Cooper Grier              | 25 de setembro de 1870  | Cemitério de West Laurel Hill                       | Bala Cynwyd                        | Pensilvânia          | |
| 32  | Benjamin Robbins Curtis          | 15 de setembro de 1874  | Cemitério de Mount Auburn                           | Cambridge                          | Massachusetts        | Túmulo do Juiz Benjamin Curtis no Cemitério de Mount Auburn em Cambridge, Massachusetts                                               |
| 33  | John Archibald Campbell          | 12 de março de 1889     | Green Mount Cemetery                                | Baltimore                          | Maryland             | Túmulo do Juiz John Campbell no Green Mount Cemetery em Baltimore, Maryland                                                           |
| 34  | Nathan Clifford                  | 25 de julho de 1881     | Evergreen Cemetery                                  | Portland                           | Maine                | |
| 35  | Noah Haynes Swayne               | 8 de junho de 1884      | Cemitério Oak Hill                                  | Washington                         | Distrito de Colúmbia | Túmulo do Juiz Noah Swayne no Cemitério Oak Hill em Washington, D.C.                                                                  |
| 36  | Samuel Freeman Miller            | 13 de outubro de 1890   | Oakland Cemetery                                    | Keokuk                             | Iowa                 | |
| 37  | David Davis                      | 26 de junho de 1886     | Evergreen Memorial Cemetery                         | Bloomington                        | Illinois             | |
| 38  | Stephen Johnson Field            | 9 de abril de 1899      | Rock Creek Cemetery                                 | Washington                         | Distrito de Colúmbia | Túmulo do Juiz Stephen Field no Rock Creek Cemetery em Washington, D.C.                                                               |
| 39  | CJ Salmon P. Chase               | 7 de maio de 1873       | Spring Grove Cemetery                               | Cincinnati                         | Ohio                 | Túmulo do Juiz Salmon Chase no Spring Grove Cemetery em Cincinnati, Ohio                                                              |
| 40  | William Strong                   | 19 de agosto de 1895    | Charles Evans Cemetery                              | Reading                            | Pensilvânia          | Túmulo do Juiz William Strong no Charles Evans Cemetery em Reading, Pensilvânia                                                       |
| 41  | Joseph P. Bradley                | 22 de janeiro de 1892   | Mount Pleasant Cemetery                             | Newark                             | Nova Jérsei          | Túmulo do Juiz Joseph Bradley no Mount Pleasant Cemetery em Newark, Nova Jérsei                                                       |
| 42  | Ward Hunt                        | 24 de março de 1886     | Forest Hill Cemetery                                | Utica                              | Nova Iorque          | |
| 43  | CJ Morrison Waite                | 23 de março de 1888     | Cemitério Woodlawn                                  | Toledo                             | Ohio                 | Túmulo do Juiz Morrison Waite no Cemitério Woodlawn em Toledo, Ohio                                                                   |
| 44  | John Marshall Harlan             | 14 de outubro de 1911   | Cemitério de Rock Creek                             | Washington                         | Distrito de Colúmbia | Túmulo do Juiz John Harlan no Cemitério de Rock Creek em Washington, D.C.                                                             |
| 45  | William Burnham Woods            | 14 de maio de 1887      | Cedar Hill Cemetery                                 | Newark                             | Ohio                 | |
| 46  | Stanley Matthews                 | 22 de março de 1889     | Spring Grove Cemetery                               | Cincinnati                         | Ohio                 | |
| 47  | Horace Gray                      | 15 de setembro de 1902  | Cemitério de Mount Auburn                           | Cambridge                          | Massachusetts        | Túmulo do Juiz Horace Gray no Cemitério de Mount Auburn em Cambridge, Massachusetts                                                   |
| 48  | Samuel Blatchford                | 7 de julho de 1893      | Cemitério Green-Wood                                | Brooklyn                           | Nova Iorque          | Túmulo do Juiz Samuel Blatchford no Cemitério Green-Wood em Nova Iorque, Nova Iorque                                                  |
| 49  | Lucius Quintus Cincinnatus Lamar | 23 de janeiro de 1893   | Cemitério Memorial de Oxford                        | Oxford                             | Mississippi          | |
| 50  | CJ Melville Fuller               | 4 de julho de 1910      | Graceland Cemetery                                  | Chicago                            | Illinois             | |
| 51  | David Josiah Brewer              | 28 de março de 1910     | Mount Muncie Cemetery                               | Lansing                            | Kansas               | |
| 52  | Henry Billings Brown             | 4 de setembro de 1913   | Elmwood Cemetery                                    | Detroit                            | Michigan             | |
| 53  | George Shiras Jr.                | 2 de agosto de 1924     | Allegheny Cemetery                                  | Pittsburgh                         | Pensilvânia          | |
| 54  | Howell Edmunds Jackson           | 8 de agosto de 1895     | Mount Olivet Cemetery                               | Nashville                          | Tennessee            | |
| 55  | CJ Edward Douglass White         | 19 de maio de 1921      | Cemitério Oak Hill                                  | Washington                         | Distrito de Colúmbia | Túmulo do Juiz Edward White no Cemitério Oak Hill em Washington, D.C.                                                                 |
| 56  | Rufus W. Peckham                 | 24 de outubro de 1909   | Cemitério Rural de Albany                           | Menands                            | Nova Iorque          | Túmulo do Juiz Rufus Peckham no Cemitério Rural de Albany em Menands, Nova Iorque                                                     |
| 57  | Joseph McKenna                   | 21 de novembro de 1926  | Mount Olivet Cemetery                               | Washington                         | Distrito de Colúmbia | Túmulo do Juiz Joseph McKenna no Mount Olivet Cemetery em Washington, D.C.                                                            |
| 58  | Oliver Wendell Holmes, Jr.       | 6 de março de 1935      | Cemitério Nacional de Arlington                     | Arlington                          | Virgínia             | Túmulo do Juiz Oliver Holmes no Cemitério Nacional de Arlington em Arlington, Virgínia                                                |
| 59  | William R. Day                   | 9 de julho de 1923      | West Lawn Cemetery                                  | Canton                             | Ohio                 | |
| 60  | William Henry Moody              | 2 de julho de 1917      | South Byfield Cemetery                              | Georgetown                         | Massachusetts        | Túmulo do Juiz William Moody no South Byfield Cemetery em Georgetown, Massachusetts                                                   |
| 61  | Horace Harmon Lurton             | 12 de julho de 1914     | Greenwood Cemetery                                  | Clarksville                        | Tennessee            | |
| 62  | CJ Charles Evans Hughes          | 27 de agosto de 1948    | Cemitério de Woodlawn                               | Bronx                              | Nova Iorque          | Túmulo do Juiz Charles Hughes no Cemitério de Woodlawn em Nova Iorque, Nova Iorque                                                    |
| 63  | Willis Van Devanter              | 8 de fevereiro de 1941  | Cemitério de Rock Creek                             | Washington                         | Distrito de Colúmbia | Túmulo do Juiz Willis Van Devanter no Cemitério de Rock Creek em Washington, D.C.                                                     |
| 64  | Joseph Rucker Lamar              | 2 de janeiro de 1916    | Summerville Cemetery                                | Augusta                            | Geórgia              | |
| 65  | Mahlon Pitney                    | 9 de dezembro de 1924   | Evergreen Cemetery                                  | Morristown                         | Nova Jérsei          | Túmulo do Juiz Mahlon Pitney no Evergreen Cemetery em Morristown, Nova Jérsei                                                         |
| 66  | James Clark McReynolds           | 24 de agosto de 1946    | Glenwood Cemetery                                   | Elkton                             | Kentucky             | |
| 67  | Louis Brandeis                   | 5 de outubro de 1941    | Louis D. Brandeis School of Law                     | Louisville                         | Kentucky             | |
| 68  | John Hessin Clarke               | 22 de março de 1945     | Lisbon Cemetery                                     | Lisbon                             | Ohio                 | |
| 69  | CJ William Howard Taft           | 8 de março de 1930      | Cemitério Nacional de Arlington                     | Arlington                          | Virgínia             | Túmulo do Juiz William Taft no Cemitério Nacional de Arlington em Arlington, Virgínia                                                 |
| 70  | George Sutherland                | 18 de julho de 1942     | Cedar Hill Cemetery                                 | Suitland                           | Maryland             | Túmulo do Juiz George Sutherland no Cedar Hill Cemetery em Suitland, Maryland                                                         |
| 71  | Pierce Butler                    | 16 de novembro de 1939  | Calvary Cemetery                                    | Saint Paul                         | Minnesota            | Túmulo do Juiz Pierce Butler no Calvary Cemetery em St. Paul, Minnesota                                                               |
| 72  | Edward Terry Sanford             | 8 de março de 1930      | Greenwood Cemetery                                  | Knoxville                          | Tennessee            | Túmulo do Juiz Edward Sanford no Greenwood Cemetery em Knoxville, Tennessee                                                           |
| 73  | CJ Harlan F. Stone               | 22 de abril de 1946     | Cemitério de Rock Creek                             | Washington                         | Distrito de Colúmbia | Túmulo do Juiz Harlan Stone no Cemitério de Rock Creek em Washington, D.C.                                                            |
| 74  | Owen Roberts                     | 17 de maio de 1955      | St. Andrew's Cemetery                               | West Vincent Township              | Pensilvânia          | Túmulo do Juiz Owen Roberts no St. Andrew's Cemetery em West Vincent, Pensilvânia                                                     |
| 75  | Benjamin Cardozo                 | 9 de julho de 1938      | Cemitério Beth Olam                                 | Cypress Hills                      | Nova Iorque          | Túmulo do Juiz Benjamin Cardozo no Beth Olam Cemetery em Nova Iorque, Nova Iorque                                                     |
| 76  | Hugo Black                       | 25 de setembro de 1971  | Cemitério Nacional de Arlington                     | Arlington                          | Virgínia             | Túmulo do Juiz Hugo Black no Cemitério Nacional de Arlington em Arlington, Virgínia                                                   |
| 77  | Stanley Forman Reed              | 2 de abril de 1980      | Cemitério de Maysville                              | Maysville                          | Kentucky             | |
| 78  | Felix Frankfurter                | 22 de fevereiro de 1965 | Cemitério de Mount Auburn                           | Cambridge                          | Massachusetts        | Túmulo do Juiz Felix Frankfurter no Cemitério de Mount Auburn em Cambridge, Massachusetts                                             |
| 79  | William O. Douglas               | 19 de janeiro de 1980   | Cemitério Nacional de Arlington                     | Arlington                          | Virgínia             | Túmulo do Juiz William Douglass no Cemitério Nacional de Arlington em Arlington, Virgínia                                             |
| 80  | Frank Murphy                     | 19 de julho de 1949     | Cemitério Católico Nossa Senhora do Lago Huron      | Sand Beach Township (Harbor Beach) | Michigan             | Túmulo do Juiz Frank Murphy no Cemitério Católico Nossa Senhora do Lago Huron em Sand Beach Township, Michigan, perto de Harbor Beach |
| 81  | James F. Byrnes                  | 9 de abril de 1972      | Cemitério da Catedral Episcopal da Trindade         | Columbia                           | Carolina do Sul      | |
| 82  | Robert H. Jackson                | 9 de outubro de 1954    | Maple Grove Cemetery                                | Frewsburg                          | Nova Iorque          | |
| 83  | Wiley Blount Rutledge            | 10 de setembro de 1949  | Green Mountain Cemetery                             | Boulder                            | Colorado             | |
| 84  | Harold Hitz Burton               | 28 de outubro de 1964   | Highland Park Cemetery                              | Highland Hills                     | Ohio                 | |
| 85  | CJ Fred M. Vinson                | 8 de setembro de 1953   | Pine Hill Cemetery                                  | Louisa                             | Kentucky             | |
| 86  | Tom C. Clark                     | 13 de maio de 1977      | Restland Memorial Park                              | Dallas                             | Texas                | |
| 87  | Sherman Minton                   | 9 de abril de 1965      | Holy Trinity Cemetery                               | New Albany                         | Indiana              | Túmulo do Juiz Sherman Minton no Holy Trinity Cemetery em New Albany, Indiana                                                         |
| 88  | CJ Earl Warren                   | 9 de julho de 1974      | Cemitério Nacional de Arlington                     | Arlington                          | Virgínia             | Túmulo do Juiz Earl Warren no Cemitério Nacional de Arlington em Arlington, Virgínia                                                  |
| 89  | John Marshall Harlan             | 29 de dezembro de 1971  | Cemitério da Igreja Episcopal Emmanuel              | Weston                             | Connecticut          | Túmulo do Juiz Harlan II no Cemitério da Igreja Episcopal Emmanuel em Weston, Connecticut                                             |
| 90  | William J. Brennan Jr.           | 24 de julho de 1997     | Cemitério Nacional de Arlington                     | Arlington                          | Virgínia             | Túmulo do Juiz William Brennan no Cemitério Nacional de Arlington em Arlington, Virgínia                                              |
| 91  | Charles Evans Whittaker          | 26 de novembro de 1973  | Forest Hill Cemetery                                | Kansas City                        | Missouri             | |
| 92  | Potter Stewart                   | 7 de dezembro de 1985   | Cemitério Nacional de Arlington                     | Arlington                          | Virgínia             | Túmulo do Juiz Potter Stewart no Cemitério Nacional de Arlington em Arlington, Virgínia                                               |
| 93  | Byron White                      | 15 de abril de 2002     | Catedral de São João                                | Denver                             | Colorado             | |
| 94  | Arthur Goldberg                  | 19 de janeiro de 1990   | Cemitério Nacional de Arlington                     | Arlington                          | Virgínia             | Túmulo do Juiz Arthur Goldberg no Cemitério Nacional de Arlington em Arlington, Virgínia                                              |
| 95  | Abe Fortas[carece de fontes?]    | 5 de abril de 1982      | Cedar Hill Cemetery                                 | Suitland                           | Maryland             | |
| 96  | Thurgood Marshall                | 24 de janeiro de 1993   | Cemitério Nacional de Arlington                     | Arlington                          | Virgínia             | Túmulo do Juiz Thurgood Marshall no Cemitério Nacional de Arlington em Arlington, Virgínia                                            |
| 97  | CJ Warren E. Burger              | 25 de maio de 1995      | Cemitério Nacional de Arlington                     | Arlington                          | Virgínia             | Túmulo do Juiz Warren Burger no Cemitério Nacional de Arlington em Arlington, Virgínia                                                |
| 98  | Harry Blackmun                   | 4 de março de 1999      | Cemitério Nacional de Arlington                     | Arlington                          | Virgínia             | Túmulo do Juiz Harry Blackmun no Cemitério Nacional de Arlington em Arlington, Virgínia                                               |
| 99  | Lewis F. Powell Jr.              | 25 de agosto de 1998    | Cemitério Hollywood                                 | Richmond                           | Virgínia             | Túmulo do Juiz Lewis Powell no Hollywood Cemetery em Richmond, Virgínia                                                               |
| 100 | CJ William Rehnquist             | 3 de setembro de 2005   | Cemitério Nacional de Arlington                     | Arlington                          | Virgínia             | Túmulo do Juiz William Rehnquist no Cemitério Nacional de Arlington em Arlington, Virgínia                                            |
| 101 | John Paul Stevens                | 16 de julho de 2019     | Cemitério Nacional de Arlington                     | Arlington                          | Virgínia             | |
| 102 | Sandra Day O'Connor              | 1 de dezembro de 2023   | Lazy B Ranch                                        | Duncan                             | Arizona              | |
| 103 | Antonin Scalia                   | 13 de fevereiro de 2016 | Fairfax Memorial Park                               | Fairfax                            | Virgínia             | Túmulo do Juiz Antonin Scalia no Fairfax Memorial Park em Fairfax, Virgínia                                                           |
| 107 | Ruth Bader Ginsburg              | 18 de setembro de 2020  | Cemitério Nacional de Arlington                     | Arlington                          | Virgínia             | |